# Cimetière Notre-Dame (Luxemburg)

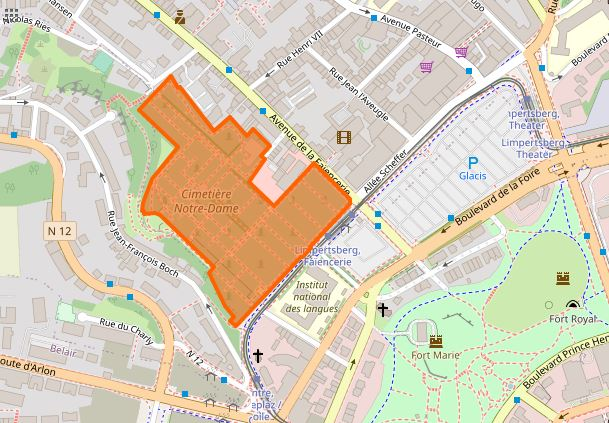
De begraafplaats op de kaart van Luxemburg

De Cimetière Notre-Dame of Nikloskierfecht is een begraafplaats in de stad Luxemburg, in het stadsdeel Limpertsberg. Het is een van de veertien begraafplaatsen die worden beheerd door de 	Service Cimetières in de stad.

## Achtergrond
In 1755 werd bij de Nicolaaskerk een begraafplaats aangelegd, die bekendstond als Nikloskierfecht (Nicolaasbegraafplaats). In 1773 werd de jezuïetenorde door de paus opgeheven. De Nicolaasparochie nam de verlaten Jezuïetenkerk (de huidige kathedraal van Luxemburg) in het centrum van de stad als parochiekerk in gebruik. De Nicolaaskerk werd in 1779 gesloopt. In de buurt van de Chapelle Notre-Dame (Onze-Lieve-Vrouwekapel) in Glacis werd daarop een nieuwe begraafplaats aangelegd, eigenlijk een uitbreiding van een begraafplaats die daar in 1691 al bestond en oorspronkelijk bedoeld was voor terdoodveroordeelden. Hoewel de nieuwe begraafplaats officieel de naam Cimetière Notre-Dame kreeg, bleef bij de Luxemburgers de naam Nikloskierfecht in gebruik.

## Monumenten
- het mausoleum voor Franse soldaten die zijn gesneuveld tijdens de Eerste Wereldoorlog (met beeldhouwwerk van Ernest Grosber en Michel Haagen), met het graf van de Luxemburgse Onbekende Soldaat.
- het Hinzerter kruis (1946), officieel Monument national de la résistance et de la déportation. Het kruis werd door timmerman Colabianchi, oud-gevangene, gemaakt van houten planken van het SS-Sonderlager Hinzert. Het monument herinnert aan 82 Luxemburgers die tijdens de Tweede Wereldoorlog in de Hinzert-gevangenis en de Keulse Klingelpütz-gevangenis werden geëxecuteerd en zijn begraven op de Cimetière Notre-Dame. In 1969 werd bij het kruis het beeld Le prisonnier politique van oud-gevangene Lucien Wercollier geplaatst.

## Hier begraven
- Mathias Adam
- Léon Berchem
- Pierre Blanc
- Martin Blum
- Victor Bodson
- Melchior Bourg
- Pierre Brandebourg
- Alexis Brasseur sr.
- Alexis Brasseur jr.
- Joseph Brincour
- Pol Clemen
- François-Charles Collin
- Gérard Cravatte
- Gaston Diderich
- Adolf Eberhard
- Michel Engels
- Victor Engels
- Familiegraf Eydt-Funck, met Jean-François Eydt, Pierre Funck en Paul Funck
- Paul Eyschen
- Jean Baptiste Fallize
- Léon de la Fontaine
- Jean-Baptiste Gellé
- Therese Glaesener-Hartmann
- Félix Glatz
- Willy Goergen
- Émile Hamilius
- Luc Housse
- Ferdinand d'Huart
- Michel Hülsemann
- Antoine Jans
- Joseph Junck
- Alphonse Kemp
- Jemp Ker
- Pierre Kipgen
- Ernst Koch
- William J. Kroll
- Eugène Kurth
- Léandre Lacroix
- Corneille Lentz
- Michel Lentz
- Auguste Liesch
- Jean Logeling
- Edouard Luja
- Jean Pierre Maeysz
- Nicolas Majerus
- Fernand Mertens
- Léon Moulin
- Marcel Noppeney
- Edmond Patzké
- Antoine en Anne Pescatore-Feltz
- Ferdinand Pescatore
- Léopold Reichling
- Michel Rodange
- François Roeser
- Eugène Ruppert
- François Scheffer
- Étienne Schmit
- Jean Schoenberg
- Hubert Schumacher
- Michel Stoffel
- Joseph-Germain Strock
- Gaston Thorn
- André Thyes
- Marguerite Thyes
- Ernest Vander Linden
- Wilhelm Voigt
- Jupp Wagner
- Batty Weber
- Paul Weber
- Nik Welter
- Lucien Wercollier
- Pierre Werner
- Auguste van Werveke
- Guillaume Weydert
- Paul Wilwertz
- Édouard Wolff
- Jean Worré
- Jean-Antoine Zinnen

## Fotogalerij

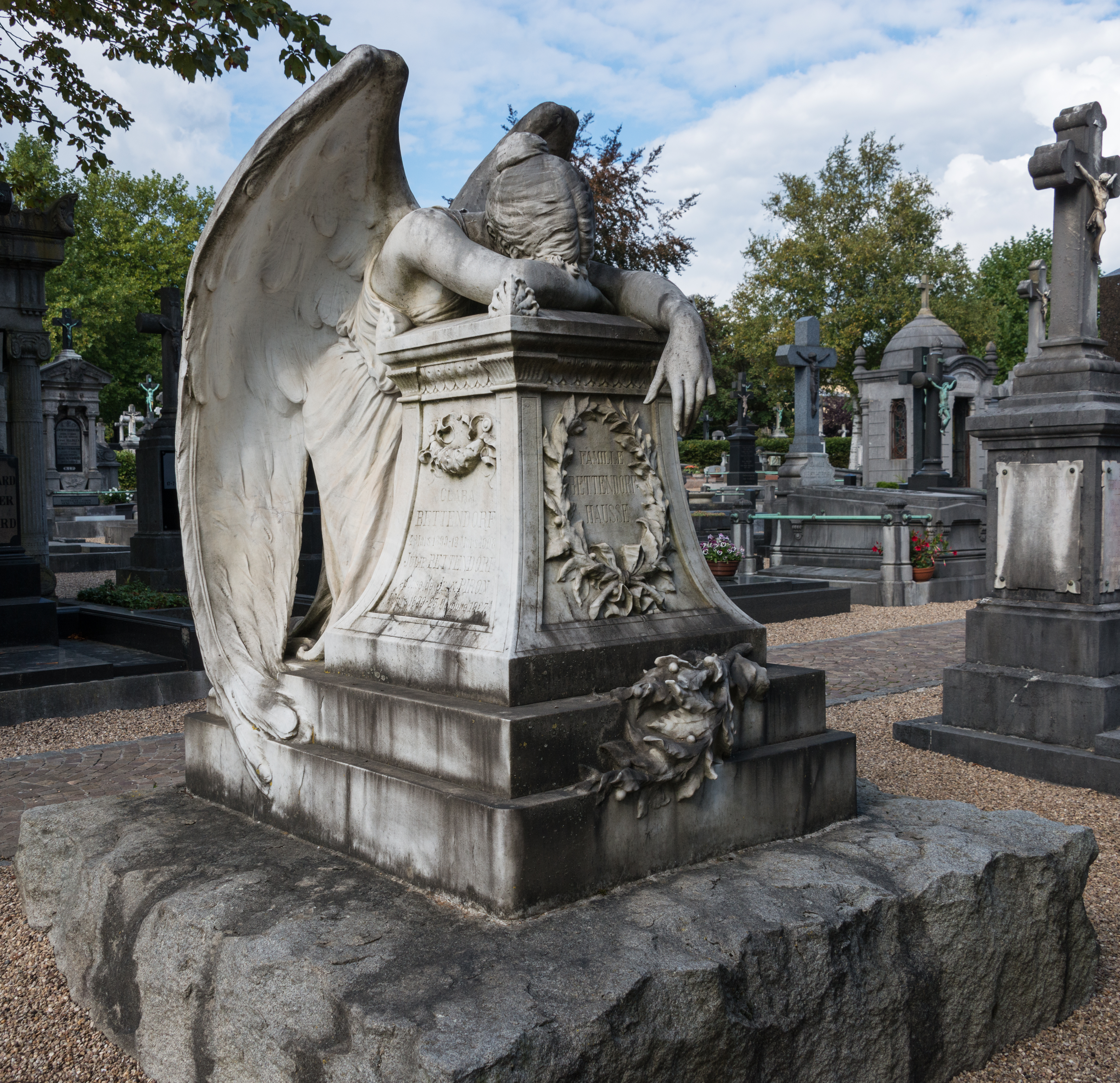
familiegraf Bettendorf-Hausse
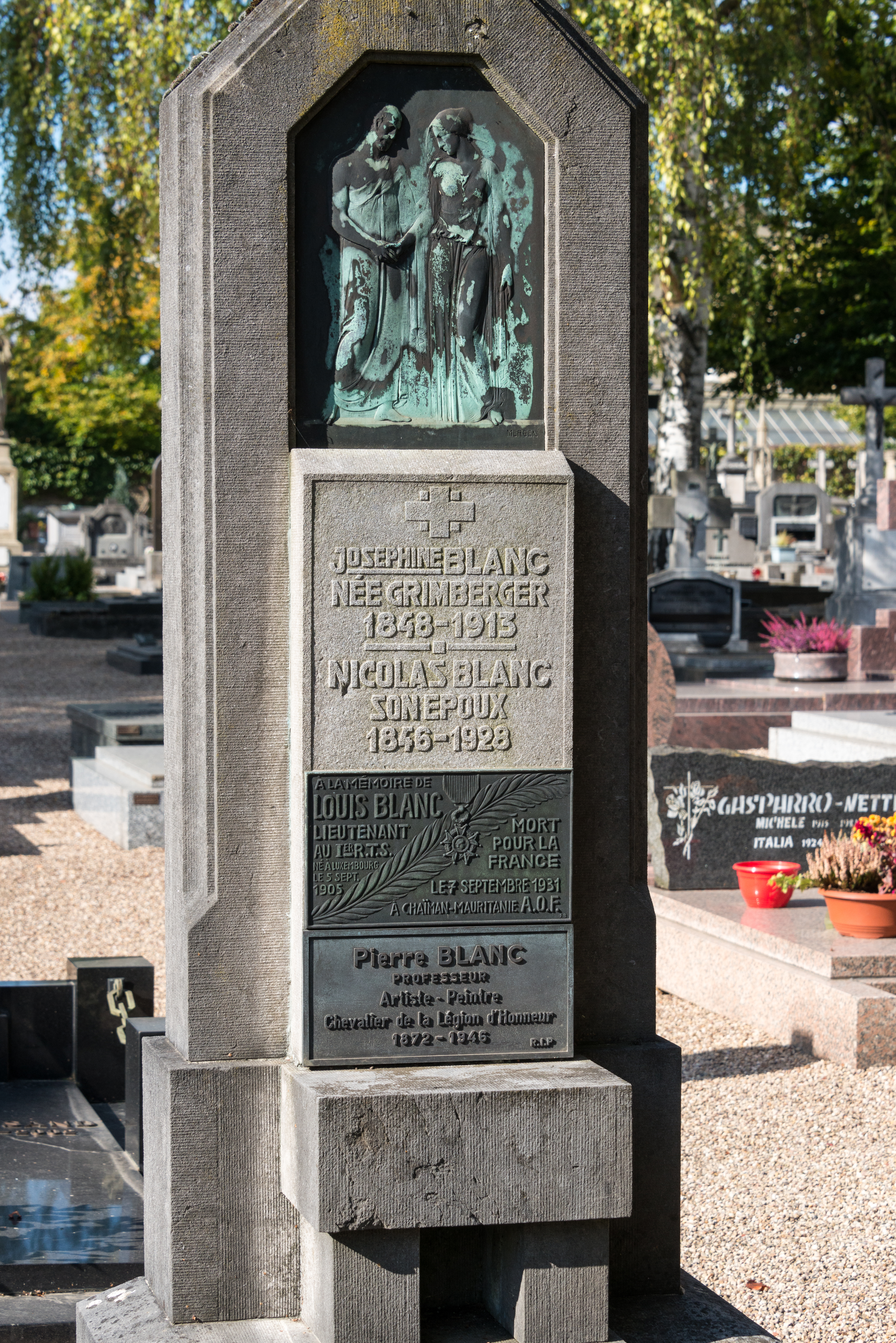
familiegraf Blanc-Grimberger, met reliëf van Jean-Théodore Mergen
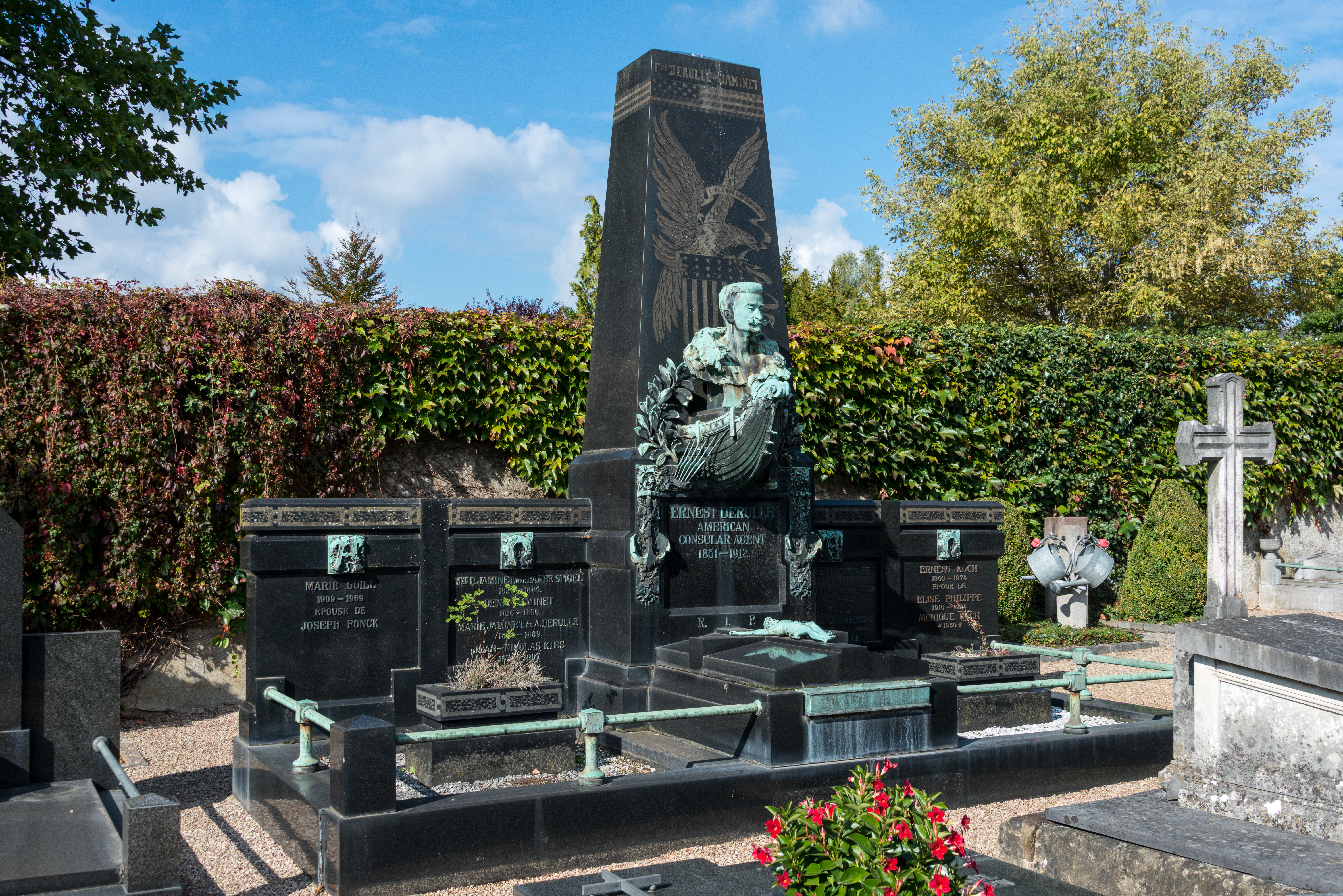
familiegraf Derulle-Jaminet, met beeldhouwwerk van Jean Mich
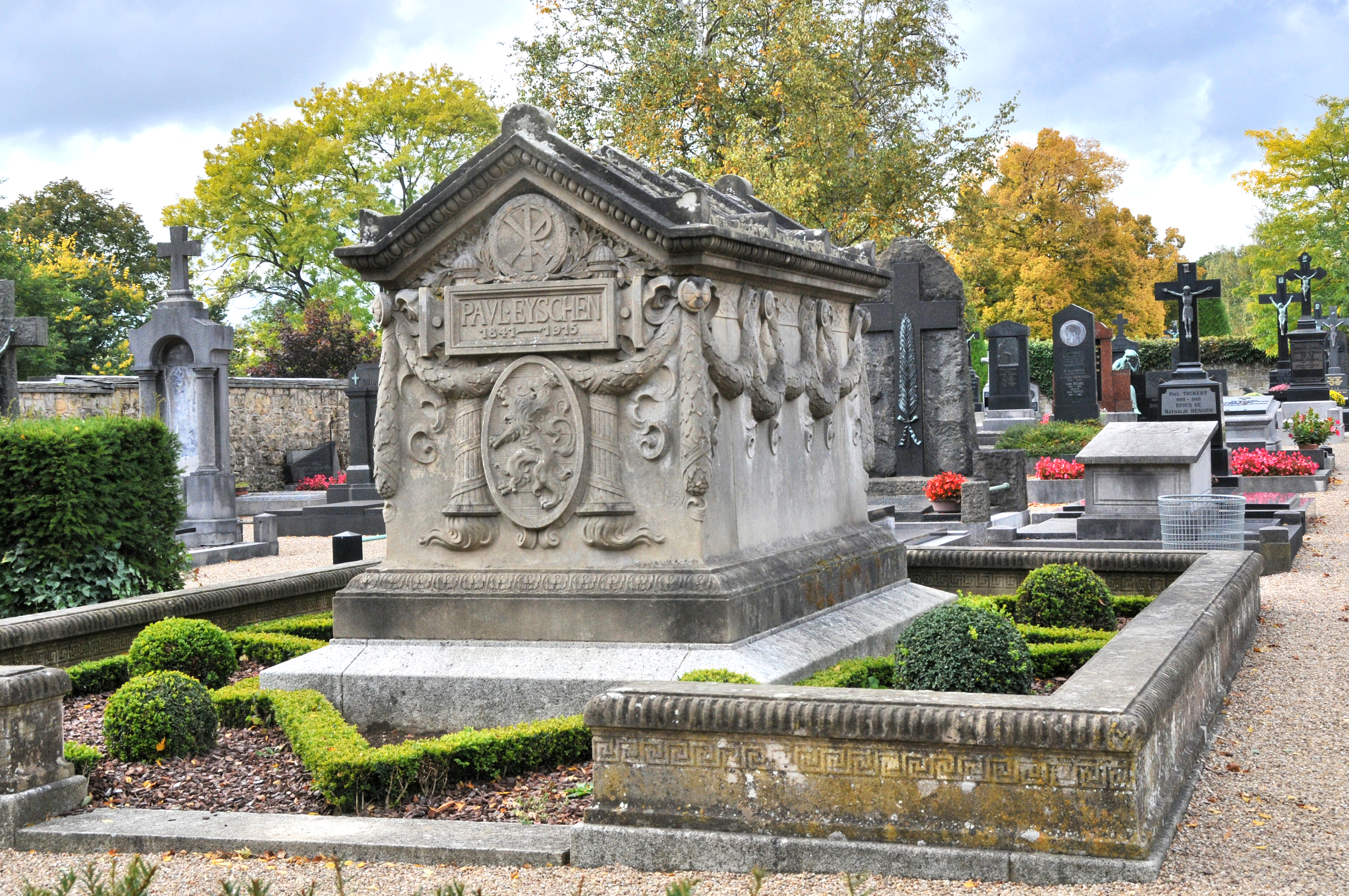
graf van Paul Eyschen, ontworpen door Sosthène Weis
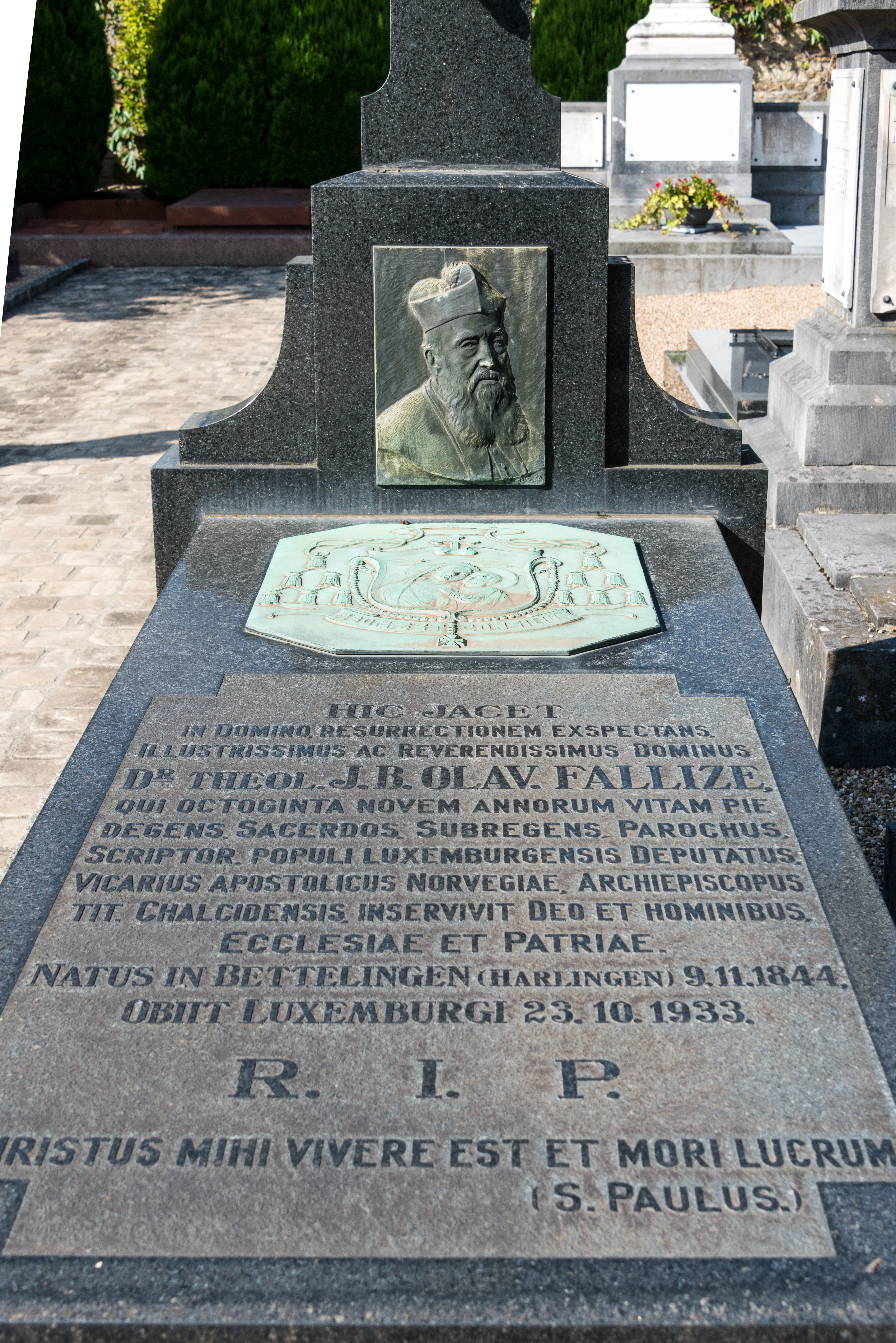
graf van Jean Baptiste Fallize, met reliëfportret door Jean-Baptiste Wercollier
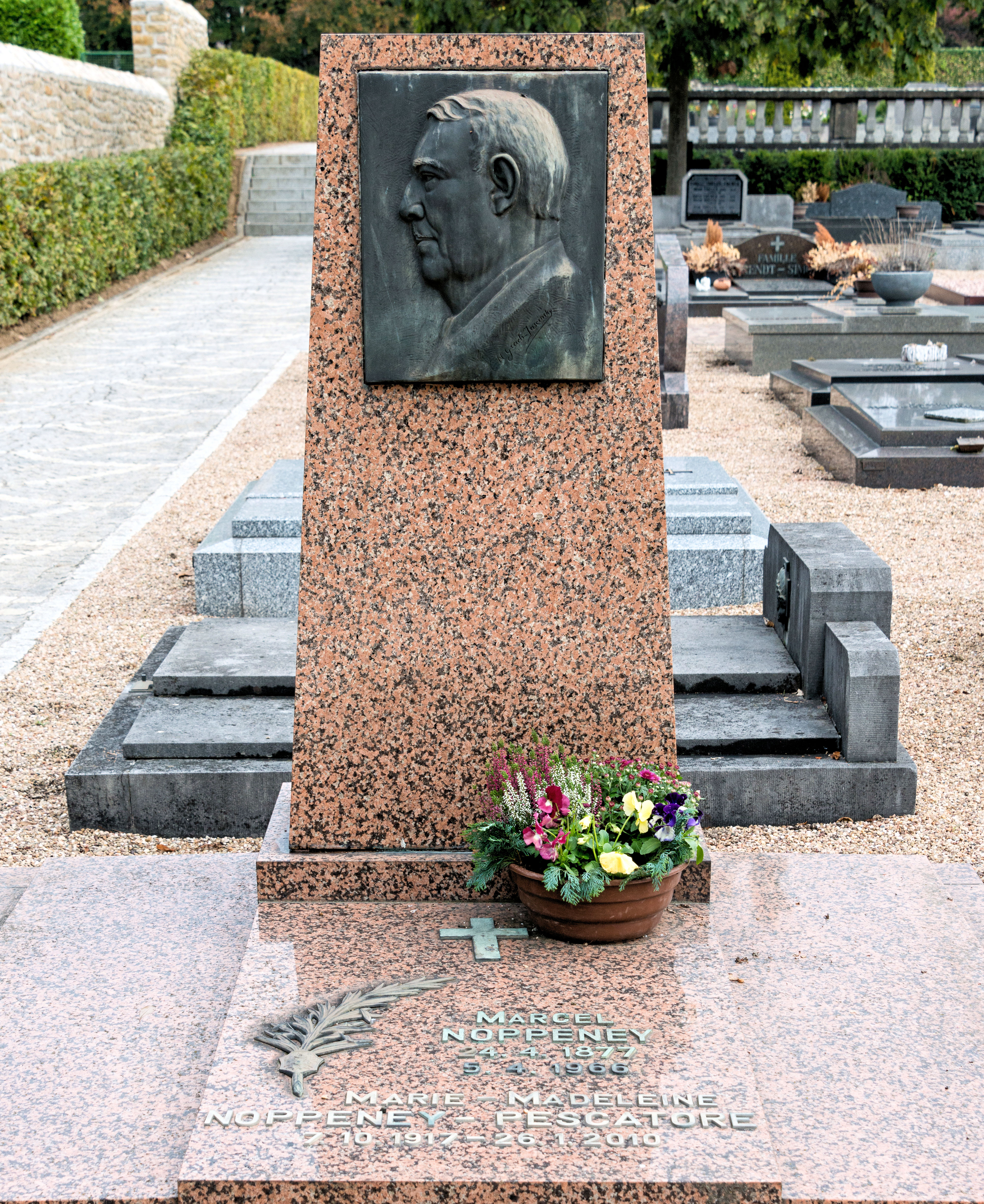
graf van Marcel Noppeney, met reliëfportret door Nina Grach-Jascinsky
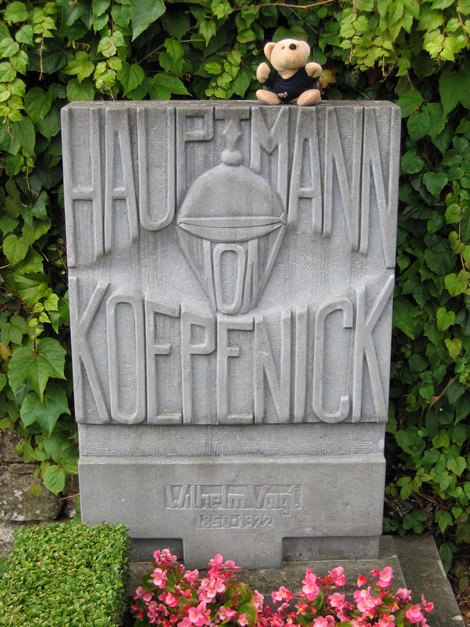
graf van Wilhelm Voigt, door Jean-Pierre Georg
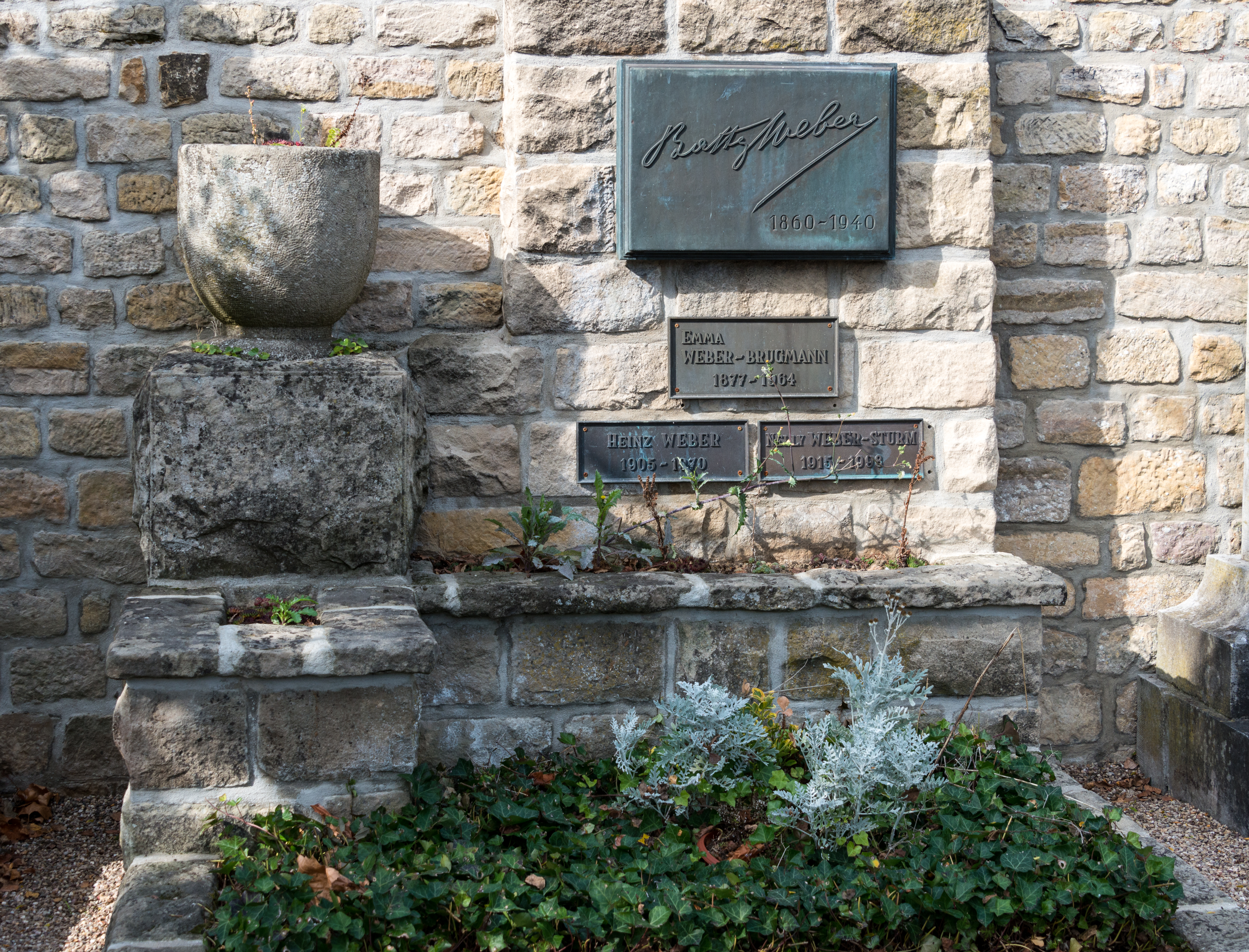
graf van Batty Weber
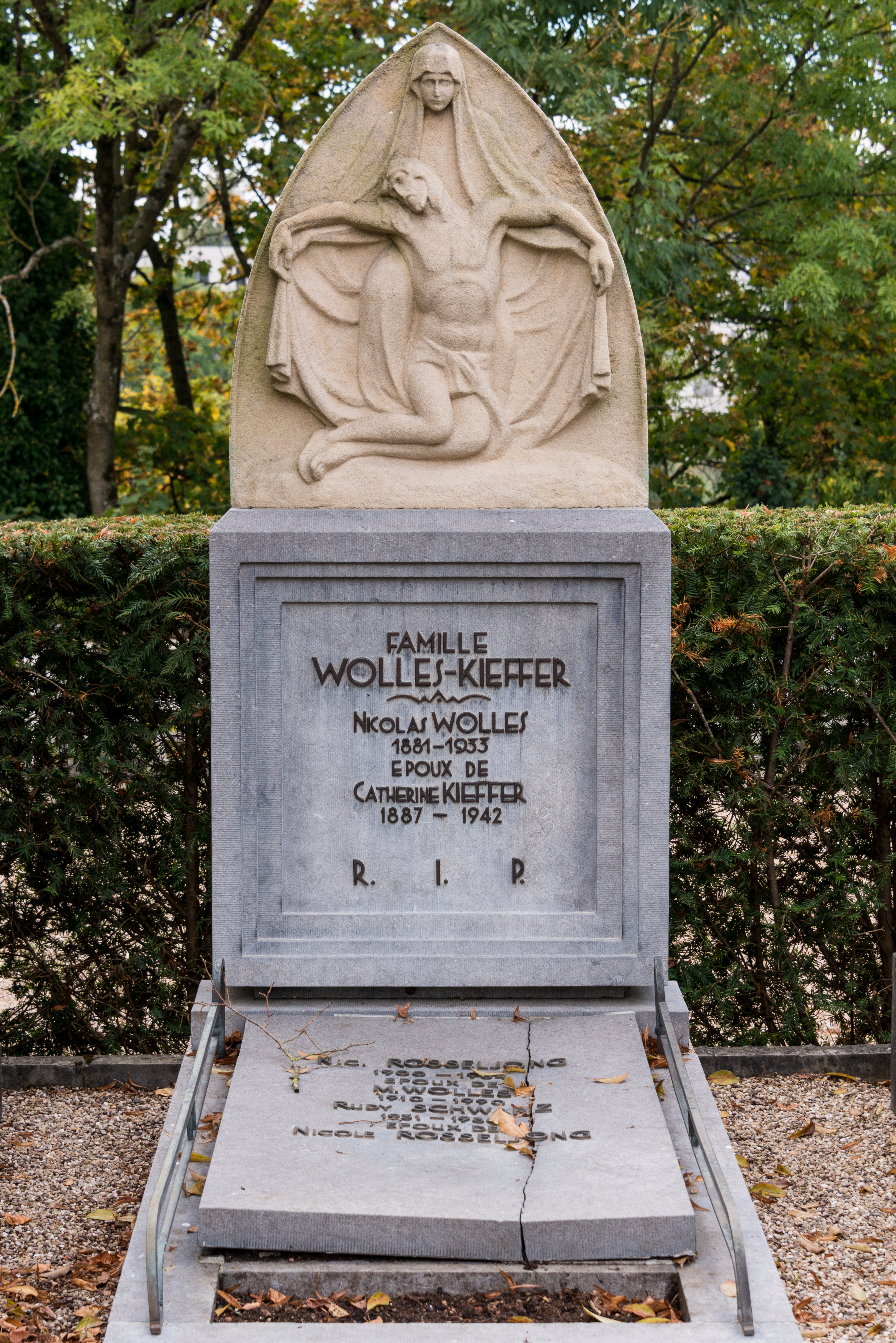
familiegraf Wolles-Kieffer
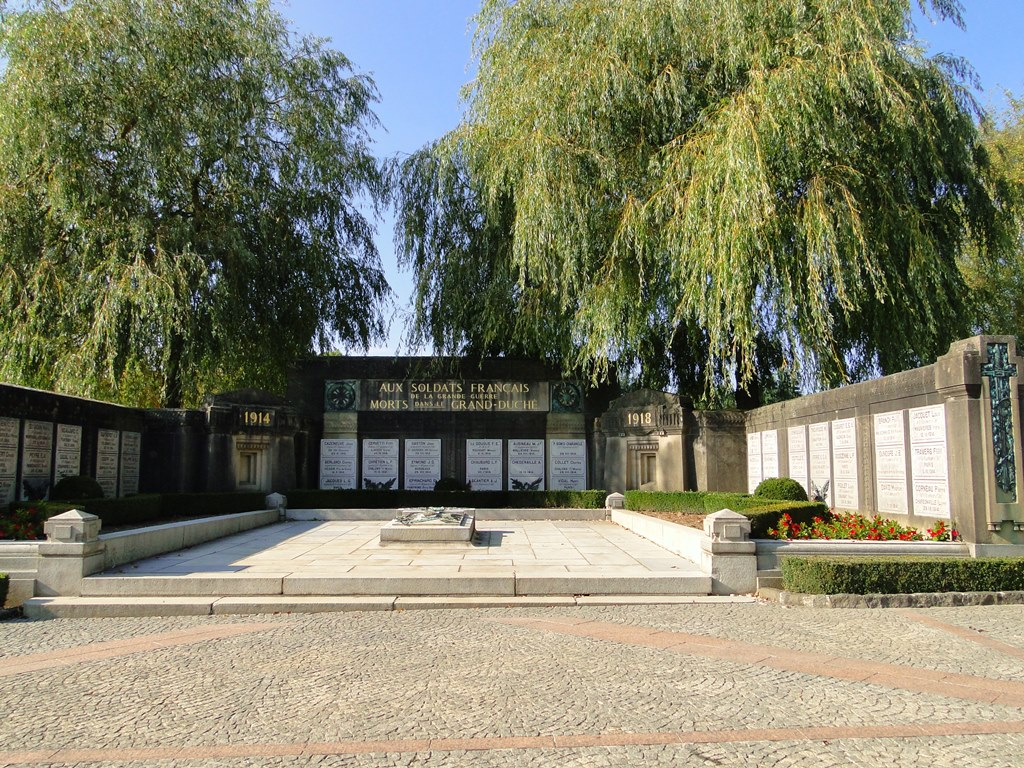
mausoleum voor de Franse soldaten met graf van de Onbekende Soldaat